# Mission Investing
Unter Mission Investing versteht man Geldanlagen, bei denen der Anleger neben der Renditeerzielung einen zusätzlichen, häufig weltanschaulichen Zweck verfolgt. Oft wird auch von mission-based investing, mission-related investing oder von zweckorientierter Vermögensanlage gesprochen. Verwandte Fachbegriffe sind „nachhaltige Anlagen“, „Impact Investing“ oder „Venture Philanthropie“. Deren Abgrenzung bleibt aber häufig diffus.
Die Ausprägungsformen des Mission Investing reichen vom Ausschluss von Anlagen, die potenziell Schaden anrichten bis zur gezielten Direktinvestition im Sinne des Anlegers (bei Stiftungen beispielsweise festgemacht am Stiftungszweck).

## Nachhaltige Anlagen
Eine häufig gewählte Umsetzungsform sind Ausschlusskriterien. Dabei werden Anleihen oder Aktien von Institutionen ausgeschlossen, die gegen die Ziele des Anlegers handeln. Häufig ist der Ausschluss von Waffen- oder Tabakproduzenten.
Der Ausschluss von ganzen Wirtschaftszweigen führt in vielen Fällen zu einem weiteren Zielkonflikt. Exemplarisch zeigt sich dies bei der Zementindustrie. Diese ist zwar umweltbelastend, aber für die wirtschaftliche Entwicklung eines Landes essentiell. Einen möglichen Ausweg bildet der „Best in Class-Ansatz“, bei dem in die nachhaltigsten Unternehmen aller Wirtschaftszweige investiert wird. So schafft man auch in den nicht-nachhaltigen Branchen Anreize, ökologischer und sozialer zu wirtschaften. Der Vermögensverwalter sollte beim Best in Class-Ansatz regelmäßig Bericht erstatten, wie nachhaltig das Portfolio im Vergleich zum Gesamtmarkt ist und welche Wirtschaftszweige beziehungsweise Praktiken verbindlich ausgeschlossen sind.

## Impact Investing
Einen Schritt weiter geht das Impact Investing (wirkungsorientierte Anlagen). Dazu gehören beispielsweise Anlagen in Mikrofinanz durch Stiftungen aus der Entwicklungszusammenarbeit oder Investitionen in Solarkraftwerke durch Umweltschutzorganisationen. Die Anlagen können entweder direkt durch die Stiftung oder via Produktanbieter getätigt werden.
Bei Direktanlagen gewährt die Stiftung etwa Darlehen oder beteiligt sich an förderwürdigen Organisationen. Eine große Herausforderung stellt dabei eine ausreichende Diversifikation der Anlagen dar. Um in eine große Zahl von Projekten investieren zu können, ist eine entsprechende Vermögensgrösse notwendig. Zudem darf der interne Aufwand (bei Direktanlagen) oder die Höhe der Gebühren (bei Anlagen über Finanzdienstleister) nicht unterschätzt werden. 
Soll eine Stiftung ihre Impact Investments demnach eher selbst entwickeln oder auf Drittanbieter zurückgreifen? Der Vorteil von Direktanlagen liegt auf der Hand: Je stärker die Anlagen in die Fördertätigkeit der Stiftung involviert werden können, umso besser lassen sie sich mit den bestehenden Projekten und Programmen abstimmen. Die Gefahren sind allerdings mangelnde Diversifikation, ein schwer abschätzbares Risiko und – vor allem – mangelnde Liquidität. 
Fehlen der Stiftung das notwendige Know-how und die internen Ressourcen für Direktanlagen, ist ohnehin eine indirekte Lösung mittels handelbarer Anlagefonds die naheliegende Variante. Besondere Beachtung muss in diesem Fall hingegen der Höhe der Gebühren und der Wirkungsmessung geschenkt werden.

## Venture Philanthropie
Hierbei investiert eine Stiftung – analog zum Impact Investing – ebenfalls in gemeinnützige Institutionen. Zusätzlich ist sie aber bereit, das Risiko eines Totalverlusts einzugehen. Das Investment würde in diesem Fall zur Spende. Ein Beispiel sind  Darlehen an neu aufzubauende gemeinnützige Organisationen (z. B. Aufbau eines Betriebs, der benachteiligte Personen beschäftigt). Solche Anlagen sind über mehrere Jahre gebunden und sollten nur getätigt werden, falls die Bereitschaft besteht, auf eine Rückzahlung des Kapitals zu verzichten. Wichtig ist zudem die Klärung der Frage, ob etwaige Tochtergesellschaften steuerbefreit sind.

## Stetiges Abwägen von Wirkung und Kosten
Bei allen Mission Investments ist die Analyse möglicher Anlagen mit zusätzlichen Kosten verbunden. Es ist davon auszugehen, dass diese Kosten nicht durch eine Mehrrendite kompensiert werden. Daher ist es für Anleger unerlässlich, Rendite und Wirkung gemeinsam zu betrachten. Viele Anleger verfolgen das Ziel, dass die zusätzlichen Kosten nicht höher sind als die zusätzliche Wirkung, die mit Mission Investments erzielt wird. Andernfalls wäre das traditionelle Modell mit rein renditeorientierten Anlagen und zweckorientierten Förderbeiträgen zu bevorzugen.